# 蘇聯史學
蘇聯史學（Soviet historiography）是蘇聯歷史學家研究歷史的方式，同時也指現今史學家研究前者的一門學問。其特點在於蘇聯共產黨治下，時自由時壓抑的內容。另一方面，蘇聯史學家也時常主觀地「操縱」歷史，令其符合政治需要。